# Jardín Dendrológico de Przelewice

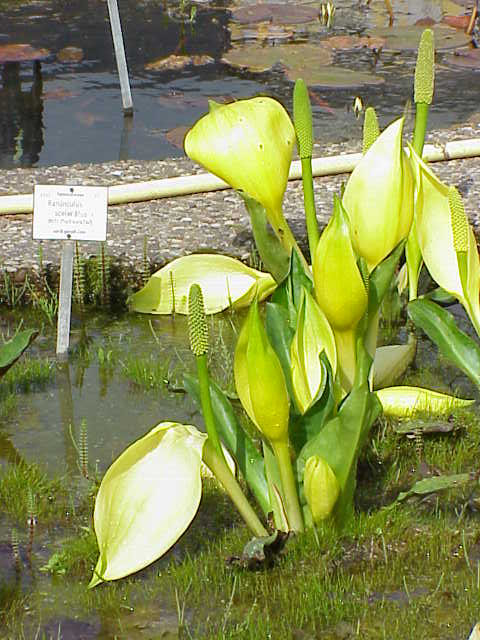
Lysichiton americanus, en el jardín botánico del Jardín Dendrológico de Przelewice.

El Jardín Dendrológico de Przelewice (en polaco, Ogród Dendrologiczny w Przelewicach) es un arboretum de unas 30 hectáreas de extensión que se encuentra cerca de Przelewice, en la región de Pomerania Occidental (voivodato), Polonia. Es miembro del BGCI.

## Localización
El Jardín Dendrológico de Przelewice se encuentra a unos 65 km de la ciudad de Szczecin, en el distrito de Pyrzyce.
Ogród Dendrologiczny w Przelewicach
74-210 Przelewice, Polonia.
- Teléfono: (0..91) 56 43 080

## Historia
El antiguo palacio Michewiczka, estaba rodeado de unos jardines y un parque que en el año 1932 se readaptó como Arboreto.

## Colecciones
Alrededor del edificio del palacio hay un lago con una colección de plantas acuáticas, y con unas hectáreas de Rocalla en sus orillas, donde hay una colección de plantas alpinas y de montañas de todo el mundo.
También posee un invernadero, con una colección de Bambús.
El parque que rodea el palacio y ocupa el resto de la finca, es un Arboreto que tiene una colección de 200 Taxones de árboles de todo el mundo, a los que acompaña un rico sotobosque de arbustos y plantas herbáceas, Sorbus torminalis, Hedera helix, Epipactis helleborine . . . 